# Bitově orientovaný
Bitově orientovaný přenos, protokol nebo formát zpráv zpracovává přenášená data jako proud bitů bez členění na části pevné délky, které by nesly zvláštní sémantiku nebo význam. Řídicí kódy nejsou definovány jako znaky nebo posloupnosti znaků, ale jako bitové posloupnosti. Bitově orientovaný protokol může přenášet datové rámce bez ohledu na obsah rámce.
Bitově orientovaný protokol umožňuje používání datových rámců obsahujících libovolný počet bitů, dovoluje používat znakové kódy s libovolný počtem bitů na znak a umožňuje používat techniku bit stuffing.
Mezi nejrozšířenější bitově orientované protokoly patří High-Level Data Link Control (HDLC) a jeho předchůdce SDLC.
Synchronní vytváření rámců v HDLC funguje takto:
- Každý rámec začíná a končí speciálním bitovým vzorem 01111110 nazývaným křídlová značka (příznak nebo flag).
- Aby se bitový vzor odpovídající křídlové značce nemohl vyskytnout uvnitř rámce, používá se technika nazývaná bit stuffing (vkládání bitů): kdykoli linková vrstva odesilatele zaznamená v datech 5 po sobě jdoucích jedničkových bitů, automaticky za ně vloží do výstupního proudu jeden nulový bit. Přijímač nulové bity následující po pětici jedničkových bitů odstraňuje.